# Вамара
Вамара — персонаж африканской мифологии, распространенный среди бантуязычных народов Межозерья.

## Общие сведения
Вамара — глава пантеона богов. Он возглавляет процесс сотворения мира, поручая подчиненным ему божествам те или иные области созидания.

## Создание мира
По приказанию Вамары были созданы:
- горы, леса, некоторые животные (создатель: Ирунгу — бог охоты);
- Солнце, Луна, свет (создатель: Казоба («солнце»));
- звезды и небосвод (создатель: Ханги);
- вода, ветер, банановое дерево (создатель: Мугаша);
- люди и скот (создатель: Ругаба).

## Более поздние мифологические сюжеты
В более поздней мифологии Вамара также фигурирует в сюжетах о происхождении социальных и культурных институтов. В этих сюжетах Вамару выступает в качестве царя, обладающего магической силой.
В одном из вариантов мифа Вамара жил в стране Бвера, управляя народами нколе, карагве и, частично, южными ганда. Он помогал своим подданным как материально (дал коров, помогал с выплатой брачного выкупа), так и с помощью магических способностей (вызывал дождь, избавлял скот от болезней, обеспечивал деторождение).
Кроме того, с именем Вамары связывают возникновение культа бачвези — душ умерших знатных людей. По сюжету мифа, Вамара со своими подчиненными богами Муагаша и Ирунгу, заблудились и случайно оказались в стране царя Кинту. Последний принял их очень гостеприимно и, прощаясь, дал Мугаше с собой семена всех полезных растений, а его спутникам — коров, коз и трех сопровождающих — двех мужчин и одну девушку, которых Вамара обещал отослать обратно по прибытии домой. Позже Мугаша с женой стали заниматься земледелием, а благодаря Вамаре и Китаре люди стали пить коровье молоко и делать масло. Однако Вамара забыл отослать Кинту сопровождающих, а когда последний потребовал вернуть и их, и все то, что он дал спутникам в дорогу, Вамара отказался выполнить это требование. Тогда Кинту через своего посыльного Руфу сделал так, что Китаре исчезла. Вамара решил покончить с собой и после смерти стал господином бачвези.

## Интересные факты
Согласно некоторым исследователям Вамара является африканским архетипом бога Юпитера.